# Edward Henry Potthast

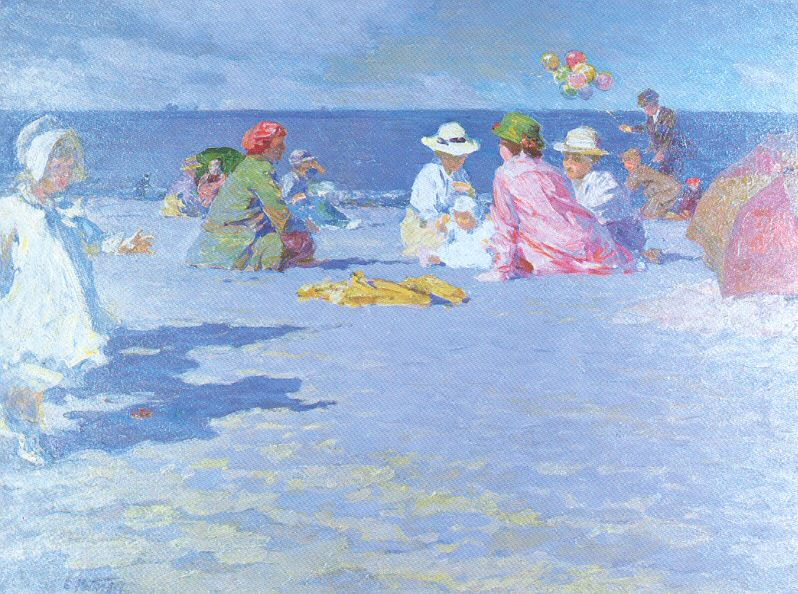
Sprzedawca baloników, 1910

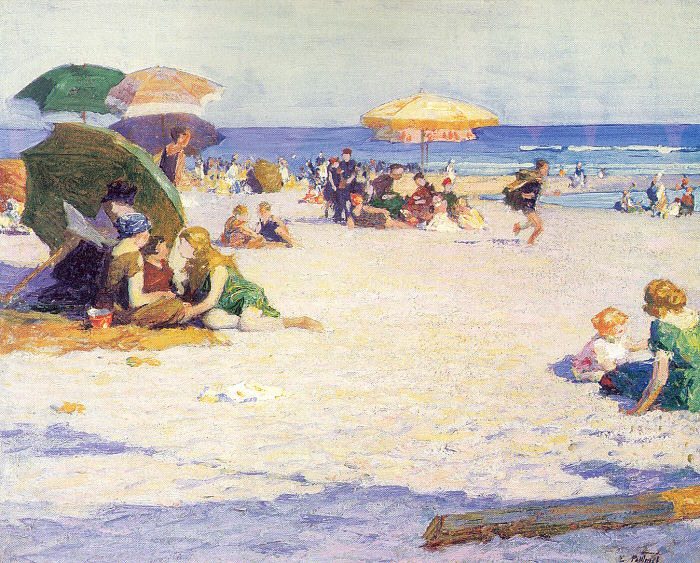
Long Beach, 1922

Edward Henry Potthast (ur. 10 czerwca 1857 w Cincinnati, zm. 10 marca 1927 w Nowym Jorku) – amerykański malarz impresjonista.
Studiował początkowo w School of Design McMicken i na Akademii w Cincinnati u Thomasa Noble, następnie w monachijskiej Akademii Sztuk Pięknych u Carla Marra i w Paryżu pod kierunkiem Fernanda Cormona. Od 1892 mieszkał i pracował w Nowym Jorku.
Edward Henry Potthast malował przede wszystkim sceny rodzajowe z nadmorskich plaż, rzadziej akty i pejzaże. Jego prace odznaczają się bogatą i ciepłą kolorystyką i lekką, beztroską tematyką. Artysta wyjeżdżał z Thomasem Moranem malować Wielki Kanion, odwiedzał też Europę. Oprócz malarstwa tworzył również ilustracje, m.in. dla Harper’s Magazine i Scribner’s Magazine. Był aktywny do końca życia, zmarł podczas pracy w swoim atelier w Nowym Jorku w 1927.
Liczne prace artysty znajdują się głównie w muzeach i kolekcjach amerykańskich, m.in. Museum of Fine Arts w Bostonie, Brooklyn Museum w Nowym Jorku, Butler Institute of American Art w Youngstown, Art Institute of Chicago i Cincinnati Art Muzeum.